# الجيش الثاني (بولندا)
الجيش البولندي الثاني (بالبولندية: Druga Armia Wojska Polskiego، ويُعرف اختصارا باسم 2 AWP) وحدة عسكرية بولندية بحجم جيش ميداني تكوّن في الاتحاد السوفيتي عام 1944 كأحد الوحدات العسكرية المكوّنة لجيش الشعب البولندي (بالبولندية: Ludowe Wojsko Polskie) فيما بعد، الذي كان بدوره جزءا من القوات المسلحة البولندية في الشرق، بدأ تشكيل القوات في أغسطس عام 1944 تحت قيادة الجنرالين كارول سفرتشيفيسكي وستانيسلاف بوبلافسكي ودخل الجيش البولندي الثاني الخدمة في يناير 1945، وشارك في معركة باوتزن والتي عانى خلالها من خسائر فادخة خلال الفترة ما بين 22 إبريل و26 أبريل 1945، كما شكّل الجيش البولندي الثاني جزءا من القوات السوفيتية خلال هجومها الأخير في الحرب العالمية الثانية وتحديدا خلال هجوم براغ، ومع نهاية الحرب العالمية الثانية تم حل الجيش البولندي الثاني الذي شكّل لاحقا نواة منطقة بوزنان العسكرية.